# Thomas Cranmer
Thomas Cranmer, född 2 juli 1489 i Aslacton (nuv. Aslockton), Nottinghamshire, död 21 mars 1556 i Oxford, var ärkebiskop av Canterbury under de engelska kungarna Henrik VIII och Edvard VI. Han skrev två bönböcker och anses vara Englands reformator. 1556 brändes han på bål av den romersk-katolska drottningen Maria I och blev en av de första anglikanska martyrerna.

## Tidiga år (1489–1533)
Cranmer föddes 1489 i Aslacton, nuvarande Aslockton, nära Nottingham. Hans föräldrar Thomas och Agnes Cranmer tillhörde lågadeln och hade bara tillräckligt mycket jord för att försörja sin äldste son när de dog. På grund av denna brist på jord tvingades Thomas och hans yngre bror bli verksamma i kyrkan. 
1510 fick Cranmer en plats vid Jesus College, Cambridge. 1515, när han fortfarande låg i Cambridge, gifte han sig med Joan, vilket ledde till att han blev utesluten från colleget eftersom alla studenter skulle vara ogifta. 1519 dog Joan Cranmer i barnsäng, vilket möjliggjorde för honom att bli återantagen till colleget. Han var känd som en flitig student och uppmärksammades för sitt intresse för oortodox filosofi. Han blev doktor i teologi 1523.
På grund av en pestepidemi lämnade Cranmer Cambridge och flyttade till Essex. Där lade kung Henrik VIII, som då bodde i närheten, märke till honom. Kungen och hans rådgivare ansåg Cramer vara en villig förespråkare för Henriks önskade annullering av sitt äktenskap med Katarina av Aragonien och han blev inblandad i processen som forskare. Cranmer skickades som medlem i beskickningen till Rom 1530, och 1532 blev han ambassadör hos den tysk-romerske kejsaren Karl V.
Cranmer mötte sin andra fru Margarete, släkting genom giftermål till den lutherske lärde Andreas Osiander, när han tillbringade sommaren 1532 i Nürnberg.

## Ärkebiskop under Henrik VIII (1533–1547)
I januari 1533 hade Henrik VIII upptäckt att Anne Boleyn, kvinnan som han ville gifta sig med, var gravid. Detta gjorde ärendet med annulleringen av äktenskapet mer trängande, och de gifte sig i hemlighet i slutet av månaden. 
Den 30 mars 1533 utsågs Cranmer till ärkebiskop av Canterbury efter William Warhams död. Cranmer valdes därför att Henrik trodde att han skulle stödja hans politik och finna lösningar på hans problem. Utnämningen visade dock, trots påvens godkännande, att Henrik hade givit upp hoppet om att få bifall från Rom för en annullering. 
Cranmer tog med sig sin tyska fru Margarete när han blev ärkebiskop men höll hennes närvaro hemlig så att han inte skulle bli påkommen med att bryta reglerna om celibat för präster. 
I maj förklarade Cranmer Henriks äktenskap med Katarina av Aragonien ogiltigt och att Anne Boleyn var kungens lagliga gemål. När han gjorde detta gick Cranmer direkt mot påvens befallning. I september födde Anne Henriks andra dotter Elisabet. Cranmer blev hennes gudfar. 
Under Henriks regering kunde Cranmer driva igenom de reformer som gradvis ledde till en nyordning för Engelska kyrkan. År 1538 fördömde han John Lamberts åsikter när denne förnekade transsubstantiationen (Kristi kroppsliga närvaro i nattvardens bröd och vin). Lambert brändes på bål, men Cranmer intog senare själv samma ståndpunkt. Cranmer motsatte sig också Henrik VIII:s 6 Articles, som upprepade kravet på celibat för präster. 
Vid tiden för klosterupplösningen tilldelades Cranmer olika tidigare kyrkliga egendomar, som det före detta cluniacensiska nunneklostret vid Arthington.
Cranmer var en varm beundrare av Henrik VIII, och när kungen dog förklarade han att han aldrig mer skulle raka sitt skägg som ett tecken på sorg.

## Ärkebiskop under Edvard VI (1547–1553)
När Henrik hade dött 1547 blev Cranmer en oumbärlig rådgivare till dennes son och efterträdare, Edvard VI, som, fastän han fortfarande var ett barn, hade uppfostrats med protestantiska värderingar. Under Edvards regering införde Cranmer de första versionerna av Book of Common Prayer (som fortfarande används idag i en moderniserad version), en predikosamling, De 42 artiklarna som sammanfattar anglikansk doktrin och förde i största allmänhet Engelska kyrkan i en mer protestantisk riktning.

## Under Maria I (1553–1556)
Edvard VI dog 1553 och efterträddes av sin halvsyster Maria I. Maria var dotter till Henrik VIII:s första fru Katarina av Aragonien (en spanjorska) och uppfostrades som katolik. I enlighet med sin katolska tro satte hon igång en motreformation. Den 14 februari 1556 blev Cranmer, som varande protestant, avsatt från sitt ämbete, fängslad och anklagad för både högförräderi och kätteri. För att undgå avrättning avsvor han sig sin protestantiska tro. Trots detta, som enligt Marias egen kätterilag skulle ha fått honom frikänd, dömdes Cranmer till döden genom bränning på bål. Det är möjligt att den olagliga domen berodde på att Maria personligen ogillade, eller till och med avskydde Cranmer, då han var ansvarig för att hon i ung ålder förklarats som illegitim kungadotter när han beviljade hennes far annulleringen av äktenskapet med modern Katarina av Aragonien. En ytterligare grund till Marias avoga inställning till Cranmer berodde på hans inblandning i försöket att gå emot Henrik VIII:s testamente genom att kröna Lady Jane Grey istället för henne själv när Edvard VI hade dött.
Enligt John Foxe fördes Cranmer den 21 mars 1556 i procession till St. Mary's Church i Oxford, där han skulle göra ett offentligt uttalande och bekräfta att han avsvor sig sin tro. Cranmer drog tillbaka sin avsvärjelse och fördömde den katolska läran och påven från talarstolen, och skall ha sagt "Vad gäller påven tillbakavisar jag honom, som Kristi fiende och Antikrist, med hela hans falska lära." Efter detta fördes Cranmer bort för att brännas på bål. Biskoparna Nicholas Ridley och Hugh Latimer hade bränts på denna plats i oktober 1555 och minnet av dessa tre martyrskap hedras med det närliggande viktorianska minnesmärket Martyrs' Memorial, Oxford.